# Паоло Уртадо
Паоло Уртадо (ісп. Paolo Hurtado, нар. 27 липня 1990, Каяо) — перуанський футболіст, вінгер клубу «Локомотив» (Пловдив).

## Клубна кар'єра
Народився 27 липня 1990 року в місті Каяо. Вихованець футбольної школи клубу «Альянса Ліма». У 2008 році він дебютував у перуанській Прімері. 10 березня у матчі проти «Сесар Вальєхо» Паоло забив свій перший гол за столичну команду. У 2009 році він на правах оренди перейшов в «Хуан Ауріч». 19 квітня в поєдинку проти «Спорт Анкаш» Уртадо дебютував за новий клуб. 10 травня в матчі проти «Сесар Вальєхо» він забив перший гол за «Хуан Аурич». Після повернення з оренди Паоло став основним гравцем «Альянсу Ліма». Цього разу відіграв за команду з Ліми наступні два сезони своєї ігрової кар'єри. Більшість часу, проведеного у складі «Альянса Ліма», був основним гравцем команди, зігравши у 63 гри у Прімері, забивши 12 голів.
Влітку 2012 року він перейшов у португальську «Пасуш ді Феррейру». 19 серпня в матчі проти «Морейренсе» Уртадо дебютував у Сангріш-лізі. 2 вересня в поєдинку проти «Браги» Паоло забив свій перший гол за «Пасуш».
У 2014 році Уртадо на правах оренди перейшов у уругвайський «Пеньяроль». 23 лютого в матчі проти столичного «Расінга» він дебютував у уругвайській Прімері. Влітку того ж року Паоло повернувся в Португалію.
Влітку 2015 року Уртадо перейшов у англійський «Редінг», підписавши контракт на три роки. 19 вересня в поєдинку проти «Брістоль Сіті» він дебютував у Чемпіоншипі. Не зумівши закріпитися в Англії і зігравши за «Редінг» лише п'ять матчів у чемпіонаті, Уртадо у січні 2016 року відправився в оренду в португальський клуб «Віторія» (Гімарайнш) до кінця сезону 2015/16. 21 лютого в матчі проти «Браги» він дебютував за нову команду. 14 травня в поєдинку проти «Ароки» Паоло забив свій перший гол за «Віторію». По закінченні сезону клуб викупив трансфер Уртадо у «Редінга».
З 2018 по 2021 був гравцем «Коньяспора».
Взимку 2021 перейшов до складу пловдивського «Локомотива».

## Виступи за збірну
3 вересня 2011 року дебютував в офіційних іграх у складі національної збірної Перу в товариському матчі проти збірної Болівії. 27 березня 2013 року в поєдинку проти збірної Тринідаду і Тобаго Паоло забив свій перший гол за національну команду.
У складі збірної був учасником розіграшу Кубка Америки 2015 року у Чилі, на якому команда здобула бронзові нагороди. На турнірі він зіграв у матчах проти збірних Парагваю, Венесуели, Колумбії та Болівії.

## Титули і досягнення
- Бронзовий призер Кубка Америки: 2015